# Thyridorhoptrum
Thyridorhoptrum is een geslacht van rechtvleugeligen uit de familie sabelsprinkhanen (Tettigoniidae). De wetenschappelijke naam van dit geslacht is voor het eerst geldig gepubliceerd in 1915 door Rehn & Hebard.

## Soorten
Het geslacht Thyridorhoptrum omvat de volgende soorten:
- Thyridorhoptrum baileyi Pitkin, 1977
- Thyridorhoptrum senegalense Krauss, 1877